# سئوکبینگبو گیونگجو
سئوکبینگبو گیونگجو یک سئوکبینگبو یا سردخانه تاریخی واقع در محلهٔ اینوانگ-دونگ، گیونگجو، استان گیونگ‌سانگ شمالی در کرهٔ جنوبی است. سئوکبینگبو در زبان کره‌ای به معنای «مخزن سنگی یخ» است.
بویون (부윤، دادستان شهرستان) جو میونگ-گیوم(조명겸) این بنا یعنی سئوکبینگبو گیونگجو را در اصل از چوب و در قلعهٔ ولسئونگ در سال ۱۷۳۸ همزمان با چهاردهمین سال سلطنت پادشاه یئونگجو در زمان پادشاهی چوسان ساخت. این بنا چهار سال بعد به مکان فعلی منتقل شد، که می‌توان با کتیبه‌های نوشته شده روی سنگ ورودی و بنای یادبودی که در کنارش قرار دارد، آن را تأیید کرد. مکان قدیمی سئوکبینگبو هنوز در حدود ۱۰۰ متری غربِ سایت فعلی باقی است.
سئوکبینگبو گیونگجو در سال ۱۹۶۳ به عنوان شصت و ششمین گنجینهٔ کرهٔ جنوبی تعیین شده‌است و ادارهٔ فرهنگ و جهانگردی گیونگجو آن را اداره می‌کند.

## نگارخانه

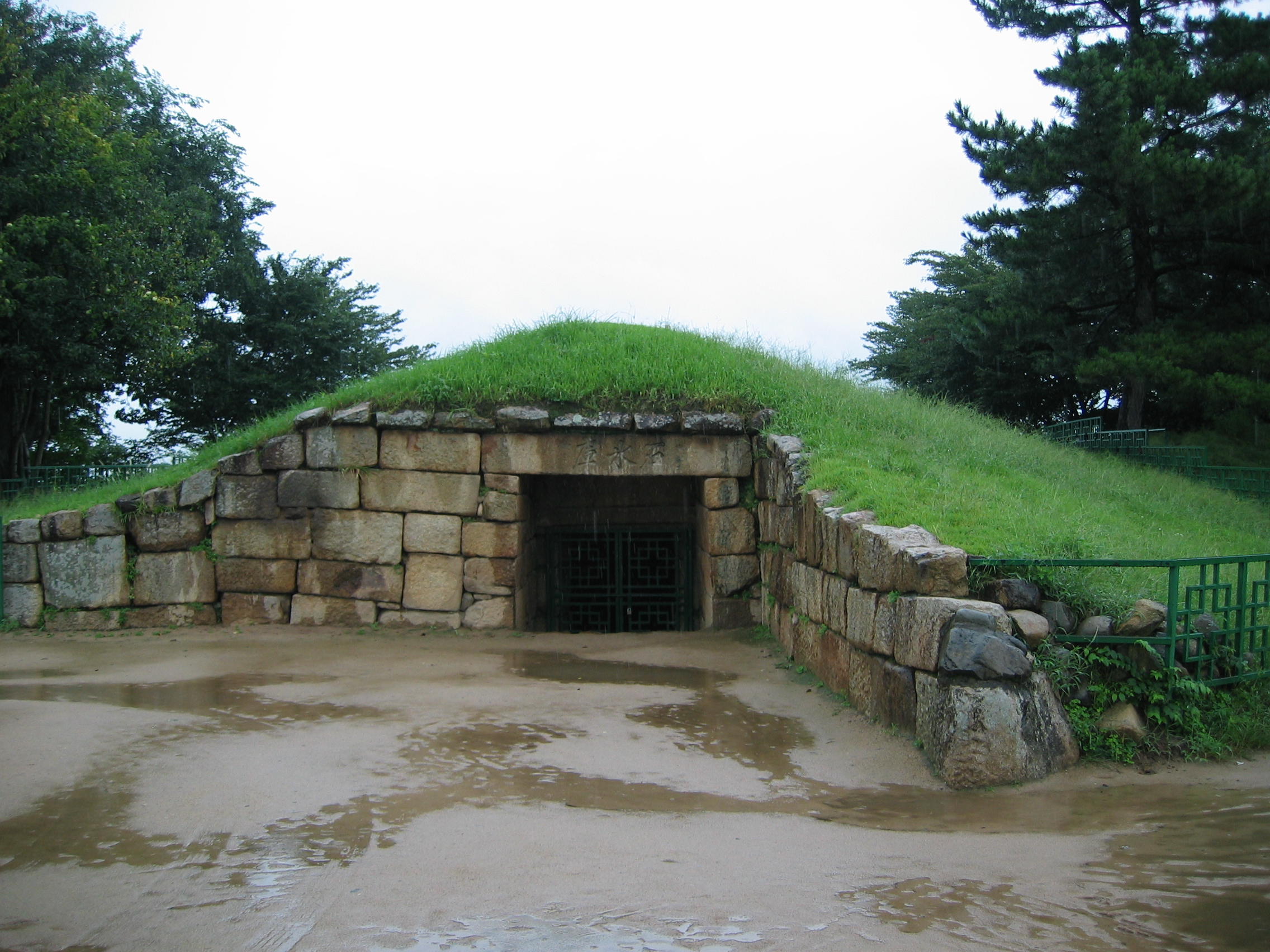
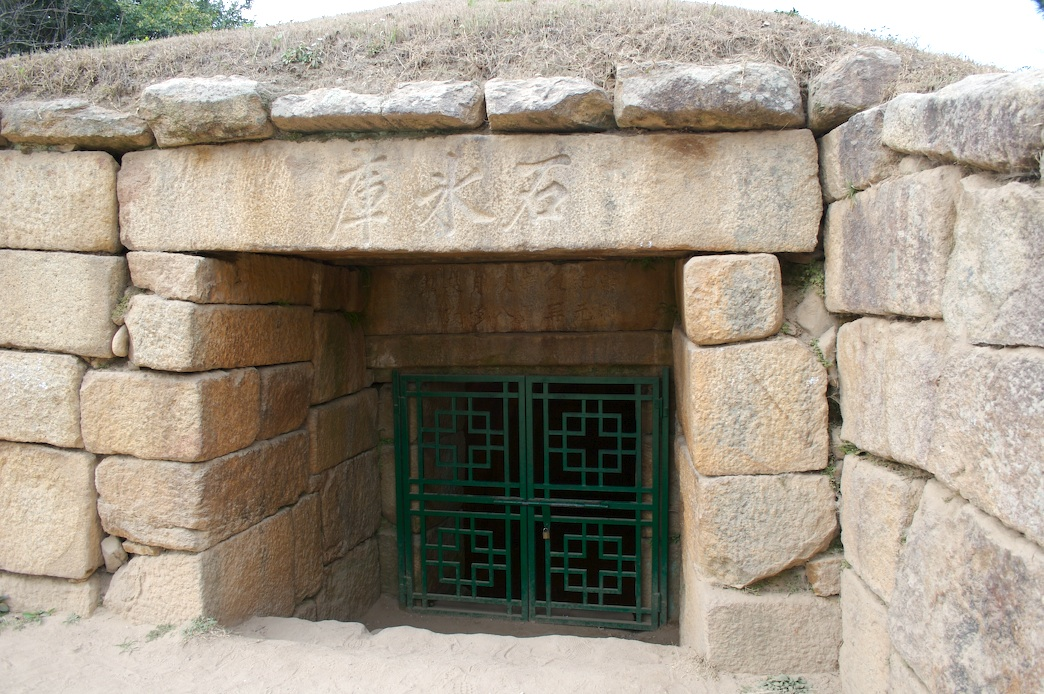
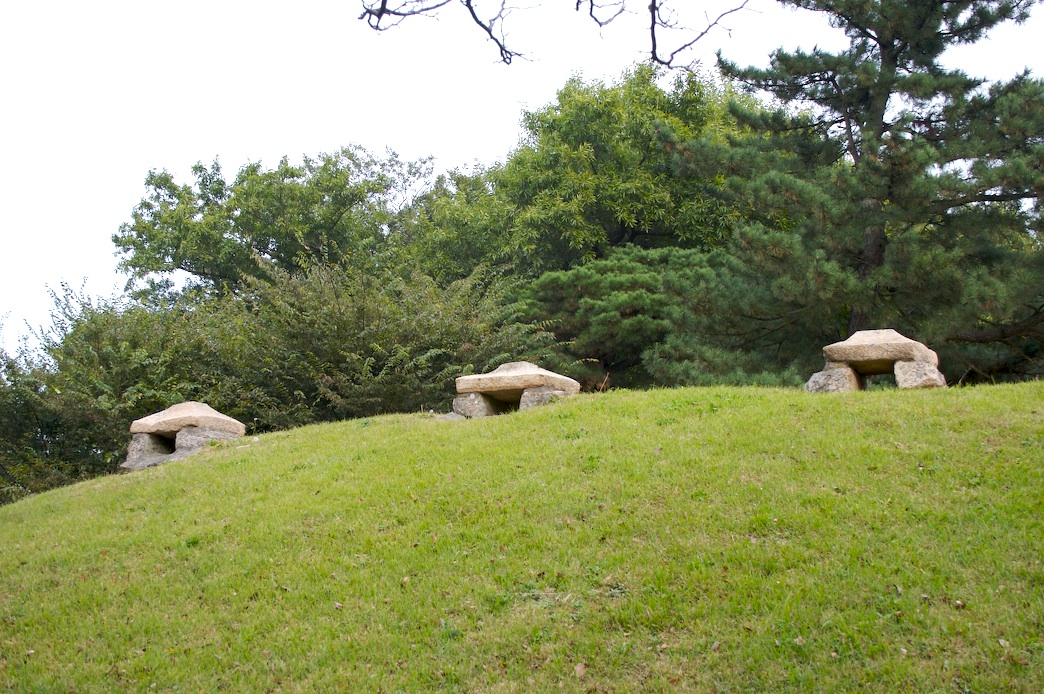
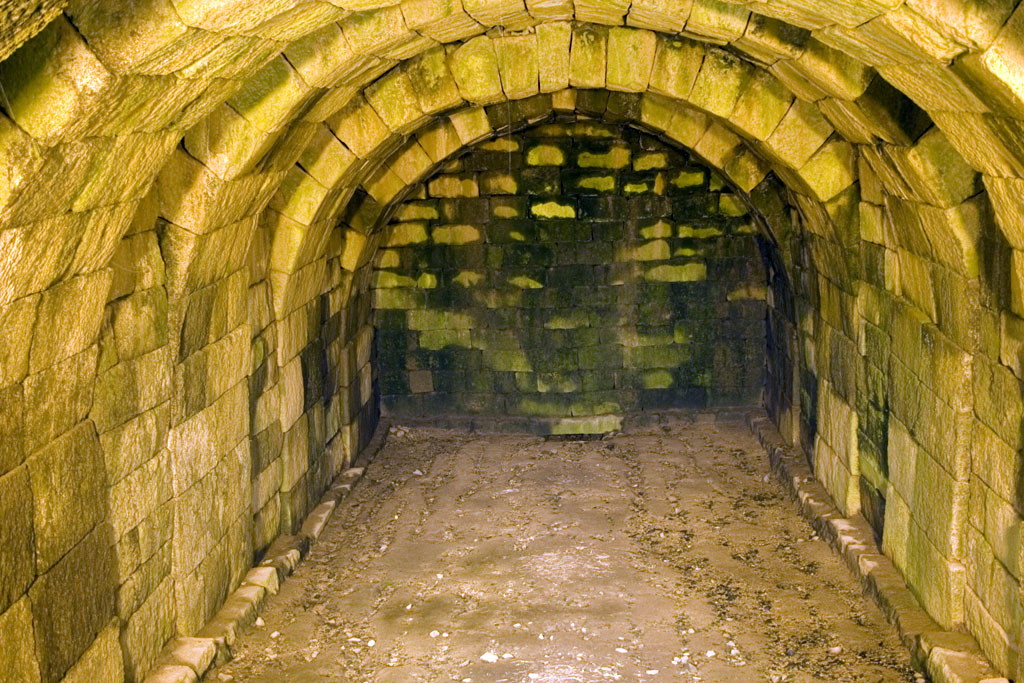